# Towarzystwo Wydawnicze „Rój”

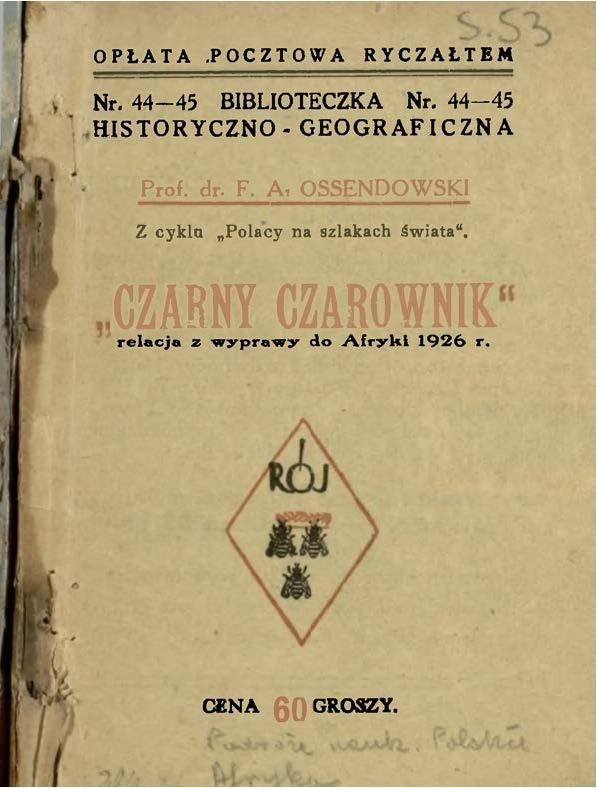
Publikacja Towarzystwa Wydawniczego „Rój”, 1926

Towarzystwo Wydawnicze „Rój” (TW „Rój”) – wydawnictwo o strukturze spółki z o.o., działające w latach 1924–1940 w Warszawie, założone przez Melchiora Wańkowicza i Mariana Kistera.

## Historia i profil -
Siedziba wydawnictwa mieściła się w oficynie gmachu Towarzystwa Kredytowego Ziemskiego przy ulicy Kredytowej 1.
Działając dynamicznie w różnych segmentach rynku, firma stała się największym w Polsce wydawcą, publikując ok. 30. tytułów miesięcznie. W ofercie były zarówno tanie książki (serie książek w cenie 95 groszy lub 3 złotych, często o niskiej jakości druku), jak i droższe dzieła najwybitniejszych pisarzy polskich czy zagranicznych. Oprócz beletrystyki wydawano też reportaże i publicystykę. Cykle wydawnicze miały swoje nazwy: „Książki 95-groszowe”, „Książki 3-złotowe”, „Biblioteczka historyczno–geograficzna”, „Dzieła XX wieku” i „Dokumenty epoki”. Sprawami finansowymi i technicznymi kierował Marian Kister, natomiast Melchior Wańkowicz sprawował kierownictwo literackie
Od 1932 do 1939 oficyna publikowała także  miesięcznik „Nowości Literackie” o charakterze informacyjno-reklamowym.
Firma została zlikwidowana przez Niemców w 1940, lecz Kister, który opuścił Polskę jeszcze przed wybuchem wojny, reaktywował ją jako „Roy Publishers” w Nowym Jorku, wydając utwory wielu polskich autorów.

### Logotypy wydawnictwa

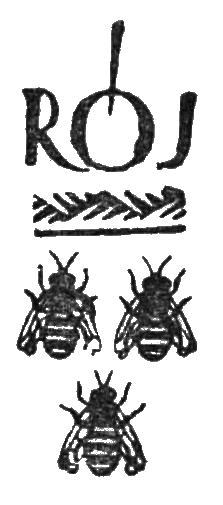
1925
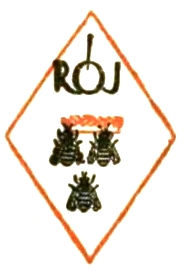
1926
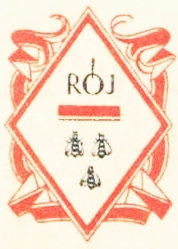
1931

## Wybrane tytuły
- Czarny czarownik (1926), aut. F.A. Ossendowski
- Czarny orzeł (1926), aut. A. Puszkin
- Palę Paryż (1929), aut. Bruno Jasieński
- Zmierzch nimf (1929), aut. Piotr Louys
- Marzenie i pysk (1930), aut. Tadeusz Żeleński (Boy)
- Kariera Nikodema Dyzmy (1932), aut. Tadeusz Dołęga-Mostowicz
- Dwa księżyce (1933), aut. Maria Kuncewiczowa
- Pamiętnik z okresu dojrzewania (1933), aut. Witold Gombrowicz
- Sklepy cynamonowe (1933), aut. Bruno Schulz
- Wielkie kurtyzany renesansowe (1933), aut. Edward Boyé
- Trzecia płeć, (1934), aut. Tadeusz Dołęga-Mostowicz
- Słoń wśród porcelany (1934), aut. Karol Irzykowski
- Niebo w płomieniach (1936), aut. Jan Parandowski
- Aecjusz, ostatni Rzymianin (1937), aut. Teodor Parnicki
- Ferdydurke (1937), aut. Witold Gombrowicz
- Lżejszy kaliber (1938), aut. Karol Irzykowski
- Strachy (1938), aut. Maria Ukniewska.
- Biała księga (zbiór dokumentów dotyczących stosunków polsko-niemieckich i polsko-sowieckich w okresie od 1933 do 1939)[2][3] – wydana na uchodźstwie wspólnie z Greystone Press